# Abisynia (Wiele)
Abisynia (kaszb. Abisëniô) – część wsi Wiele w Polsce, położona w województwie pomorskim, w powiecie kościerskim, w gminie Karsin.
W latach 1975–1998 miejscowość administracyjnie należała do województwa gdańskiego.
W tak zwanej willi Wysockiego funkcjonowało w czasie II wojny światowej niemieckie nazistowskie więzienie, co upamiętnia dziś pomnik ofiar faszyzmu.